# Aziz Sancar
Aziz Sancar (* 8. září 1946 Savur) je turecko-americký biochemik, který v roce 2015 získal Nobelovu cenu za chemii společně s Tomasem Lindahlem a Paulem Modrichem za výzkum v oblasti oprav deoxyribonukleové kyseliny (DNA). Aziz Sancar popsal, jak se buňky zbavují genetického materiálu poškozeného například ultrafialovým zářením nebo karcinogeny v tabákovém kouři, a to nejprve u bakterií a pak u savčích buněk.
Aziz Sancar se narodil v jihovýchodním Turecku jako sedmé z osmi dětí v arabsky mluvící rodině, patřící k nižší střední třídě. Sám však je tureckým nacionalistou. Jeho rodiče sice byli negramotní, uvědomovali si však význam vzdělání. Aziz Sancar vystudoval Instanbulskou univerzitu a doktorát získal na Texaské univerzitě v Dallasu. Působí jako profesor biochemie na Severokarolínské univerzitě v Chapel Hill.